# Bomba de murciélagos

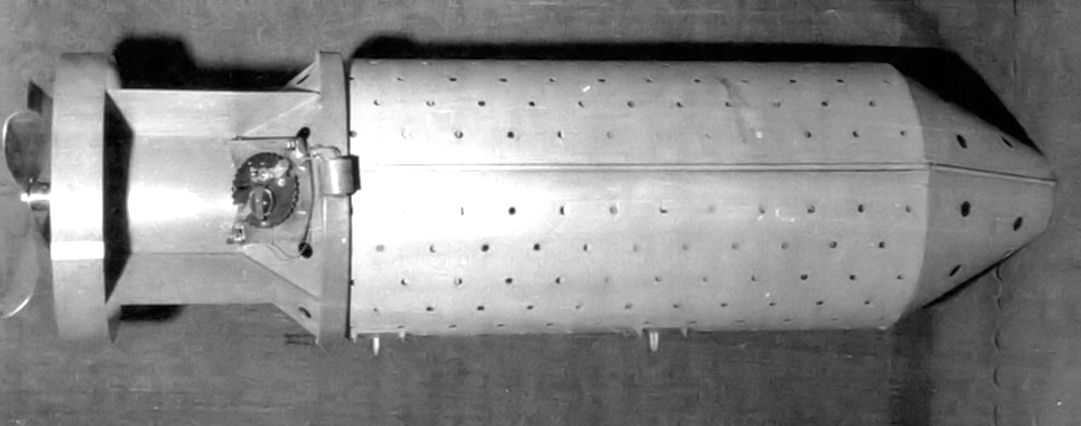
La bomba de murciélagos se utilizó más tarde para contener a los murciélagos en hibernación.

Las bombas de murciélagos fueron un arma experimental de la Segunda Guerra Mundial que fue desarrollada por los Estados Unidos de América. La bomba consistía en un casquillo con forma de bomba que tenía miles de compartimientos; cada uno de estos con un ejemplar de un murciélago de cola libre (Tadarida brasiliensis) quienes a su vez estaban atados junto a una pequeña bomba incendiaria.
La intención final era que, al momento de liberar a los murciélagos, estos se dispersaran en un radio de entre 20 a 40 millas (32 a 64 kilómetros respectivamente) para que las bombas incendiarias (que estaban programadas con tiempo) se encendieran y así afectaran al mayor área posible del área de Japón (quienes eran el blanco planeado) debido a sus construcciones basadas principalmente en madera y papel.

## La concepción de la idea
La idea de las bombas de murciélago fue dada por el cirujano dentista Lytle S. Adams originario de Irwin, Pennsylvannia. Este cirujano era un conocido de la primera dama en turno Lady Eleanor Roosevelt.
La inspiración para esta arma surgió de un viaje que tomó dicho cirujano hacia el parque nacional de las Cavernas de Carlsbad, la cual dada su naturaleza es hogar para miles de murciélagos. Adams escribió acerca de su idea de los murciélagos incendiarios en una carta que envió a la casa blanca en enero de 1942, un poco después del ataque en Pearl Harbor.

## Después de la aprobación gubernamental
El encargado de aprobar este proyecto, como se puede intuir por las fechas en las que se llevó a cabo la Segunda Guerra Mundial, fue Roosevelt.
Adams entonces ensambló a su equipo de trabajo para este proyecto incluyendo al experto en mamíferos Jack Von Bloeker, al actor Tim Holt, entre otras muchas personalidades quienes muchas veces no tenían una relación directa al campo necesario para desarrollar dicho proyecto.
El equipo tuvo que determinar muchas variables que ponían en duda la viabilidad del proyecto, siendo la principal y más importante de resolver el tipo de bomba incendiaria que sería atada a los murciélagos, así como la temperatura en la que tendrían que ser transportados.
Se hicieron pruebas con muchas especies de murciélagos y después de toda la fase experimental, el murciélago electo fue el Murciélago mexicano de cola libre.
Adams tuvo que solicitar permiso al servicio de parques nacionales para obtener un número considerable de estos especímenes bajo propiedad gubernamental. 